# Horní Ves (Litvínov)
Horní Ves (deutsch Oberdorf) ist ein Ortsteil von Litvínov in Tschechien.

## Geographie
Die von Wäldern umgebene Streusiedlung liegt drei Kilometer nordwestlich von Horní Litvínov am Südabfall des Erzgebirges. Die Ansiedlung gehört zum Katastralbezirk Šumná u Litvínova.befindet sich im Quellgrund des Baches Hornoveský potok, eines rechten Zuflusses zum Bílý potok (Weißbach, früher Goldfluß). Nördlich erheben sich der Holubí vrch (716 m) und der Studenec (878 m), im Nordosten die Loučná (956 m), südwestlich der Lounický vrch (535 m), im Westen der Hřeben (687 m), die Jeřabina (788 m) und der Větrný vrch (800 m) sowie nordwestlich der Kamenec (814 m) und der Mračný vrch (852 m). Gegen Westen liegt im Tal der Loupnice die Talsperre Janov.
Nachbarorte sind Fláje im Norden, Meziboří im Nordosten, Horni Lom im Osten, Šumná im Südosten, Písečná, Chudeřín und Hamr im Süden, Janov, Křížatky und Lounice im Südwesten sowie Mníšek im Nordwesten.

## Geschichte

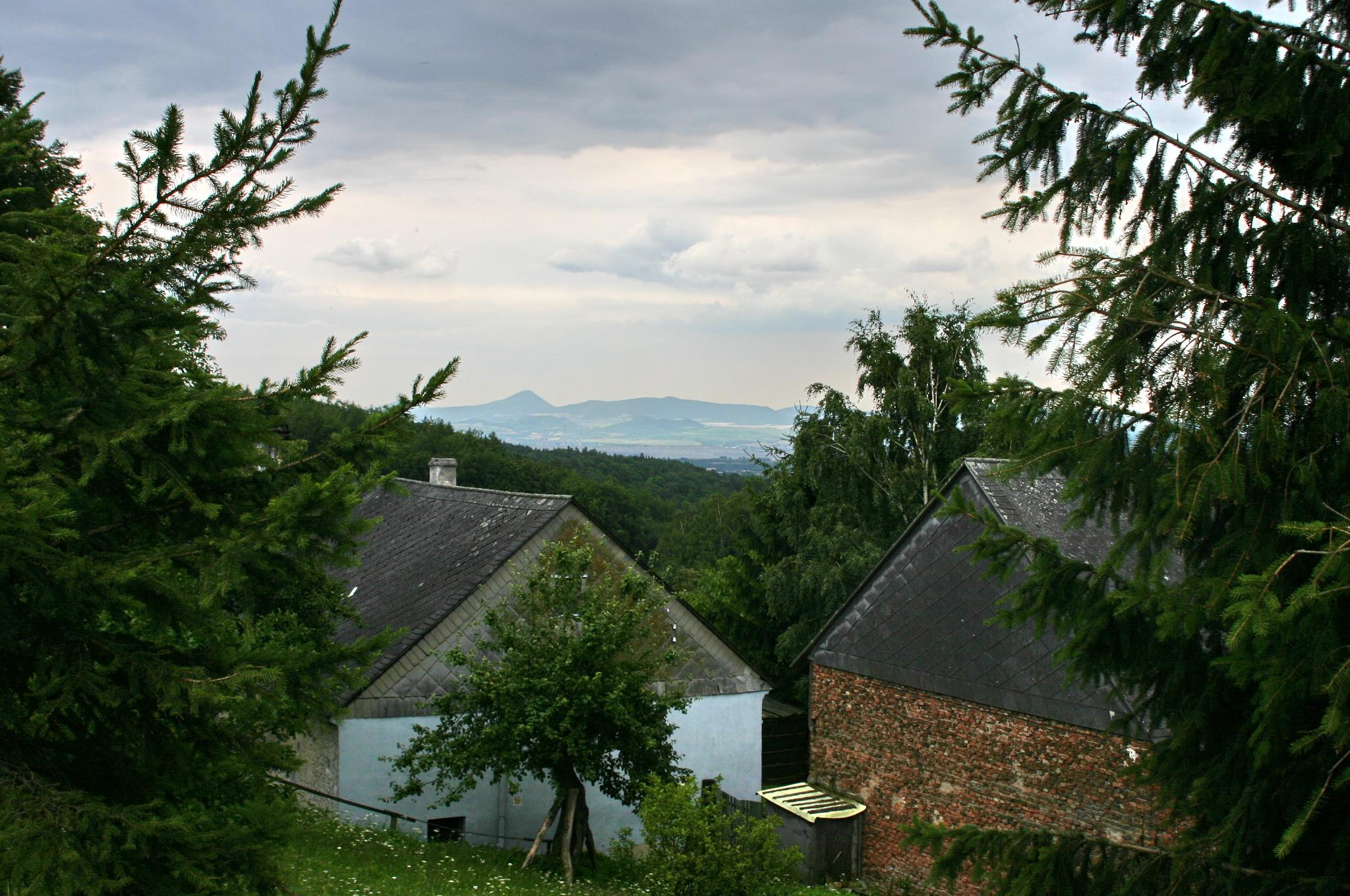
Blick von Horní Ves nach dem Böhmischen Mittelgebirge

Die zur Herrschaft Dux gehörige Holzfällersiedlung am Göhrener Steig wurde im Jahre 1583 erstmals urkundlich erwähnt. Im Jahre 1642 erbten die Grafen von Waldstein die Herrschaft. 1680 erhob Johann Friedrich von Waldstein die Herrschaften Dux und Oberleutensdorf zum Familienfideikommiss. Oberdorf bestand im Jahre 1715 aus 19 Anwesen. Bei der Einführung der Hausnummerierung im Jahre 1787 wurden in dem Gebirgsdorf 16 Häuser gezählt.
Im Jahre 1831 bestand Oberdorf aus 18 Häusern mit 106 deutschsprachigen Einwohnern.  Pfarrort war Ober-Leitensdorf. Bis zur Mitte des 19. Jahrhunderts blieb Oberdorf der Fideikommissherrschaft Dux untertänig.
Nach der Aufhebung der Patrimonialherrschaften bildete Oberdorf ab 1850 einen Ortsteil der Gemeinde Oberleutensdorf im Leitmeritzer Kreis und Gerichtsbezirk Dux. Ab 1868 gehörte das Dorf zum Bezirk Brüx. Der industrielle Aufschwung und die damit einhergehende Bevölkerungsexplosion im benachbarten Nordböhmischen Becken zum Ausgang des 19. Jahrhunderts berührten Oberdorf nicht; wegen der Abgeschiedenheit war die Einwohnerzahl sogar rückläufig. Die Bewohner lebten von der Holzfällerei und betrieben etwas Landwirtschaft, insbesondere Wiesenwirtschaft und Obstbau. Seit 1905 gehörte das Dorf zum neugebildeten Gerichtsbezirk Oberleutensdorf. Zwischen 1910 und 1914 entstand westlich im Tal des Hammerbaches die Talsperre der Stadt Brüx. Ab 1913 gehörte Oberdorf als Ortsteil zur Gemeinde Rauschengrund. In Folge des Münchner Abkommens wurde das Dorf 1938 dem Deutschen Reich zugeschlagen und gehörte bis 1945 zum Landkreis Brüx. Nach dem Ende des Zweiten Weltkrieges kam Horní Ves zur Tschechoslowakei zurück und die deutschböhmische Bevölkerung wurde vertrieben. Zusammen mit Šumná wurde Horní Ves 1947 nach Horní Litvínov eingemeindet.

## Entwicklung der Einwohnerzahl
| Jahr | Einwohnerzahl |
| ---- | ------------- |
| 1869 | 105           |
| 1880 | 98            |
| 1890 | 89            |
| 1900 | 79            |
| 1910 | 77            |

| Jahr | Einwohnerzahl |
| ---- | ------------- |
| 1921 | 79            |
| 1930 | 80            |
| 1950 | 59            |
| 1961 | 50            |
| 1970 | 43            |

| Jahr | Einwohnerzahl |
| ---- | ------------- |
| 1980 | 31            |
| 1991 | 18            |
| 2001 | 14            |
| 2011 | 19            |

## Sehenswürdigkeiten
- Talsperre Janov
- Gedenkstein für die Befreiung durch die Rote Armee, bei der Trafostation
- Reste eines Teichdammes aus dem 16. Jahrhundert